# PGC 33505
LEDA/PGC 33505 ist eine Balken-Spiralgalaxie vom Hubble-Typ SBm im Sternbild Hydra südlich der Ekliptik, die schätzungsweise 59 Millionen Lichtjahre von der Milchstraße entfernt ist. Gemeinsam mit sechs weiteren Galaxien bildet sie die NGC 3585-Gruppe (LGG 230).